# Оулу
О́улу (фин. Oulu [ˈoulu]; У́леаборг, швед. Uleåborg [ˈʉːleɔˌbɔrj]) — пятый по численности населения город Финляндии (расположенный в северо-восточной части Ботнического залива), административный центр губернии Оулу. Расположен на северо-западе страны, при впадении реки Оулуйоки в Ботнический залив Балтийского моря. Основанный в 1605 году, Оулу — старейший город в Северной Финляндии.

## История
По Ореховецкому договору 1323 года между Новгородской республикой и Шведским королевством, регион, где находится современный Оулу, вошёл в состав Новгородской земли.
Исходя из новгородских летописей, можно предполагать, что у устья реки Оулу к середине 1370-х уже существовало торговое (или торгово-рыболовецкое) селение (посад), имевшее благоприятные условия для того, чтобы стать наиболее значительным экономическим, политическим и стратегическим пунктом края. Селение это, скорее всего, было создано местным населением и возникло стихийно, в ходе развития местных социально-экономических отношений и вряд ли было особенно велико по размерам.
Река Оулу (Овла, Улео) была наиболее важной из рек русской Приботнии, связанная старинным водным путём через систему озера Пиелинен (фин. Pielisjärvi) с Беломорской Карелией и с карельским Приладожьем: именно по этой реке (и вообще по этому водному пути) русские попадали в Приботнию, и по ней, очевидно, происходили торговые отношения Приботнии с Новгородом. Экономические и политические связи новгородцев с морским приботническим побережьем и с населением других рек Приботнии, также впадавших в Ботнический залив (остальных шести рек из общего числа семи, имевшихся в крае), проще всего было осуществлять из устья реки Оулу.
В 1375 году (согласно Новгородской IV и Софийской I летописей) «постави корела семидесятская новый городок». Это известие, скорее всего, находится в связи с известием 1377 года в Новгородской I, Новгородской IV и Софийской I летописях о походе из Новгорода «к новому городку на Овле на реце к немечкому». Для понимания обоих известий наибольшее значение имеет упоминаемое во втором известии конкретное географическое название — название реки Овлы (Оулуйоки). Дополнительные указания даёт Софийская летопись, сообщающая, что поход новгородцев 1377 года был совершён «на окиян море на Тивролу» (к новому городку «на Овле реце»). Под выражением «окиян море» здесь подразумевается Ботнический залив; Тиврола — местность или река в Приботнии.
Скорее всего, в обоих известиях речь идёт о предпринятой с шведской стороны попытке захвата Приботнических земель, выразившейся в постройке в 1375 году крепости на реке Оулу вблизи её впадения в Ботнический залив, и о русском походе для овладения новой шведской крепостью и для восстановления русской власти в Приботнии. Однако остаётся неясным единственный раз встречающееся в письменных источниках выражение «корела семидесятская».
В следующем году римский папа Григорий XI вмешался в конфликт. Вскоре после этого русским пришлось оставить эти земли.
Однако, несмотря на фактически происшедший в 1375 году переход Приботнических земель под власть Швеции, официально эта область продолжала ещё в течение длительного времени рассматриваться обоими государствами как владение России. Граница, установленная Ореховецким договором 1323 году, юридически продолжала существовать ещё двести лет и почти во всех сохранившихся текстах русско-шведских договоров — XV—XVI веков — 1473, 1482, 1487, 1497, 1504, 1510, 1535, 1561 годов — официально подтверждалась традиционная линия этой границы от реки Сестры («från Systrene», «ex flumine Sester») до Ботнического залива.
В 1590 году на острове Oulunsaari на месте имевшихся там укреплений был построен замок, который стал административным центром Северной Остроботнии. Тявзинский договор 1595 года закрепил за шведами весь район Оулу и озеро Оулуярви.

### Основание города

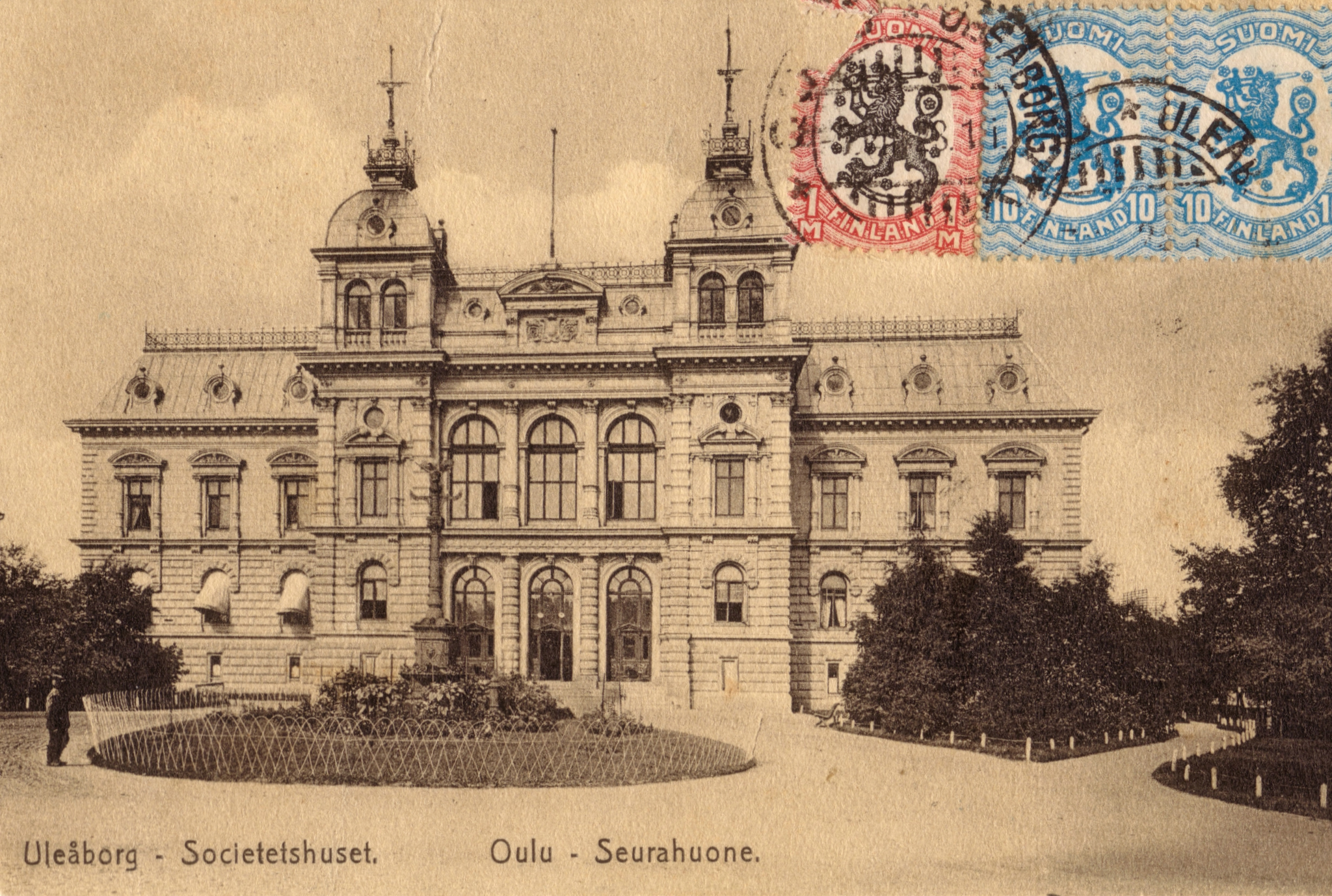
Здание мэрии Оулу (1887) на почтовой карточке Финляндии, 1920

8 апреля 1605 года шведский король Карл IX распорядился основать напротив замка поселение, а в 1610 году даровал ему статус города. В 1651 году в Оулу проживало около 400 человек, в 1682 — уже около 800. В 1612 году в Оулу открылась первая школа.
В результате Великой Северной войны 1714—1721 годов большая часть Финляндского княжества была оккупирована русскими войсками, и Оулу оказался на нейтральной полосе между русскими и шведскими войсками. Однако, по Ништадтскому договору 1721 года Финляндское княжество снова отошло к Швеции. В результате войны население Оулу уменьшилось до примерно 400 человек.
После войны город продолжал расти, в 1724 году в Toppila был построен новый порт, и к 1765 году, когда Оулу были даровано право на внешнюю торговлю, его население составляло около 1400 человек.
С 1776 года Оулу становится столицей Улеаборгской губернии (образованной из губерния Остроботния) и резиденцией губернатора. Население возросло до 2400 человек. Более того, в конце XVIII века Оулу становится вторым по величине городом страны (с населением в 3400 человек), после столицы Турку.
Во время русско-шведской войны 1808—1809 годов в Остроботнии проходили ожесточённые бои, и Оулу становится опорной базой шведских войск. По Фридрихсгамскому мирному договору 1809 года большая часть территории Финляндии, включая Остроботнию, отходит к России и становится Великим Княжеством Финляндским.

### Великое Княжество Финляндское
В 1822 году в Оулу случился большой пожар, уничтоживший 330 домов из 395.
В июне 1854 года, во время Крымской войны, на рейде Оулу бросила якоря английская флотилия. 5800 жителей города предпочли не оказывать сопротивления и сдались. Пополнив запасы продовольствия, англичане ограничились тем, что сожгли несколько строящихся торговых кораблей.
Первый мост через Оулуйоки был построен в 1869 году, и теперь 6870 жителей города могли за плату пересекать реку без лодок. В 1886 году открылась железная дорога Хельсинки-Оулу.

### Независимая Финляндия
Гражданская война 1917—1918 годов Оулу коснулась мало, лишь в концлагере на острове Raatti умерло около 90 «красных», ещё около 10 были убиты «белыми» в городе.
В 1919 году, когда в Оулу проживало около 15200 человек, состоялись первые выборы в городской совет, куда были избраны 36 человек, из них 5 женщин.
Во время Советско-финской войны 1939—1940 годов Оулу дважды, 1 и 21 января 1940 года, подвергался бомбардировкам советской авиации, во время которых были убиты 5 жителей уже почти 25-тысячного города.
Во время Второй мировой войны в Оулу располагались обслуживающие части и штабы финских и немецких войск, причём немецкий гарнизон насчитывал до 4000 человек. В черте города располагались два концлагеря (финский и немецкий) для пленных красноармейцев, которые в частности использовались на строительстве ГЭС Мерикоски и моста на остров Хиетасаари. Наибольшие разрушения городу принесли февральские бомбёжки 1944 года. После подписания 19 сентября 1944 года мирного договора между СССР и Финляндией, в соответствии с которым финны обязались вытеснить из страны немецкие войска, немецкий гарнизон после прощального банкета мирно покинул Оулу. В дальнейшем, с началом на севере боевых действий между немецкими и финскими войсками, немцы уничтожили почти всю финскую Лапландию, включая её столицу Рованиеми.
После войны город быстро рос. В 1958 году в Оулу был открыт университет, а в 1965 году город стал на короткое время крупнейшим в Финляндии за счёт присоединения окрестных земель. В 1973 году в городе был открыт первый филиал компании Nokia, а в начале 1980-х городской совет принял стратегическое решение сделать из Оулу центр высоких технологий, что и довольно успешно осуществил за последующие два десятилетия.

## Климат
Оулу находится в зоне умеренного климата с холодной, снежной зимой и коротким и относительно тёплым летом. Среднегодовая температура составляет +2.7 °С (36.9 °F). Среднее количество осадков — 508 мм; выпадающих в основном поздним летом и осенью
| Показатель                    | Янв.  | Фев.  | Март  | Апр. | Май  | Июнь | Июль | Авг. | Сен. | Окт. | Нояб. | Дек.  | Год |
| ----------------------------- | ----- | ----- | ----- | ---- | ---- | ---- | ---- | ---- | ---- | ---- | ----- | ----- | --- |
| Средний суточный максимум, °C | −7,4  | −6,8  | −1,7  | 4,5  | 12,2 | 17,9 | 20,4 | 17,8 | 11,9 | 5,5  | −0,6  | −4,9  | 5,7 |
| Средняя температура, °C       | −11,1 | −10,4 | −5,8  | 0,5  | 7,5  | 13,5 | 16,0 | 13,7 | 8,4  | 3,0  | −3,1  | −8,2  | 2,0 |
| Средний суточный минимум, °C  | −15,4 | −14,7 | −10,1 | −3,4 | 2,8  | 8,8  | 11,4 | 9,5  | 4,9  | 0,3  | −5,9  | −12,1 | −2  |
| Норма осадков, мм             | 26    | 21    | 23    | 19   | 30   | 43   | 57   | 65   | 48   | 42   | 31    | 28    | 508 |
| Источник: World Climate       |       |       |       |      |      |      |      |      |      |      |       |       |     |

## Население

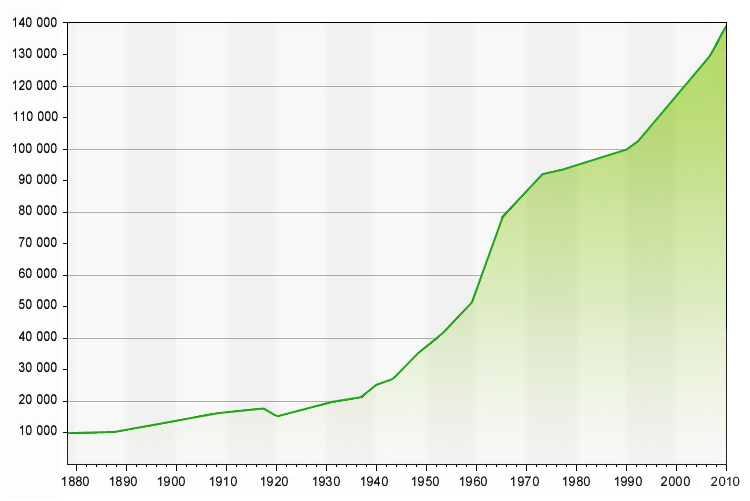
Динамика населения Оулу в 1880—2010 годы

Население Оулу на 31 декабря 2009 года составляло 139151 жителей, из которых мужчин 48,9 %, женщин 51,1 %.

## Экономика

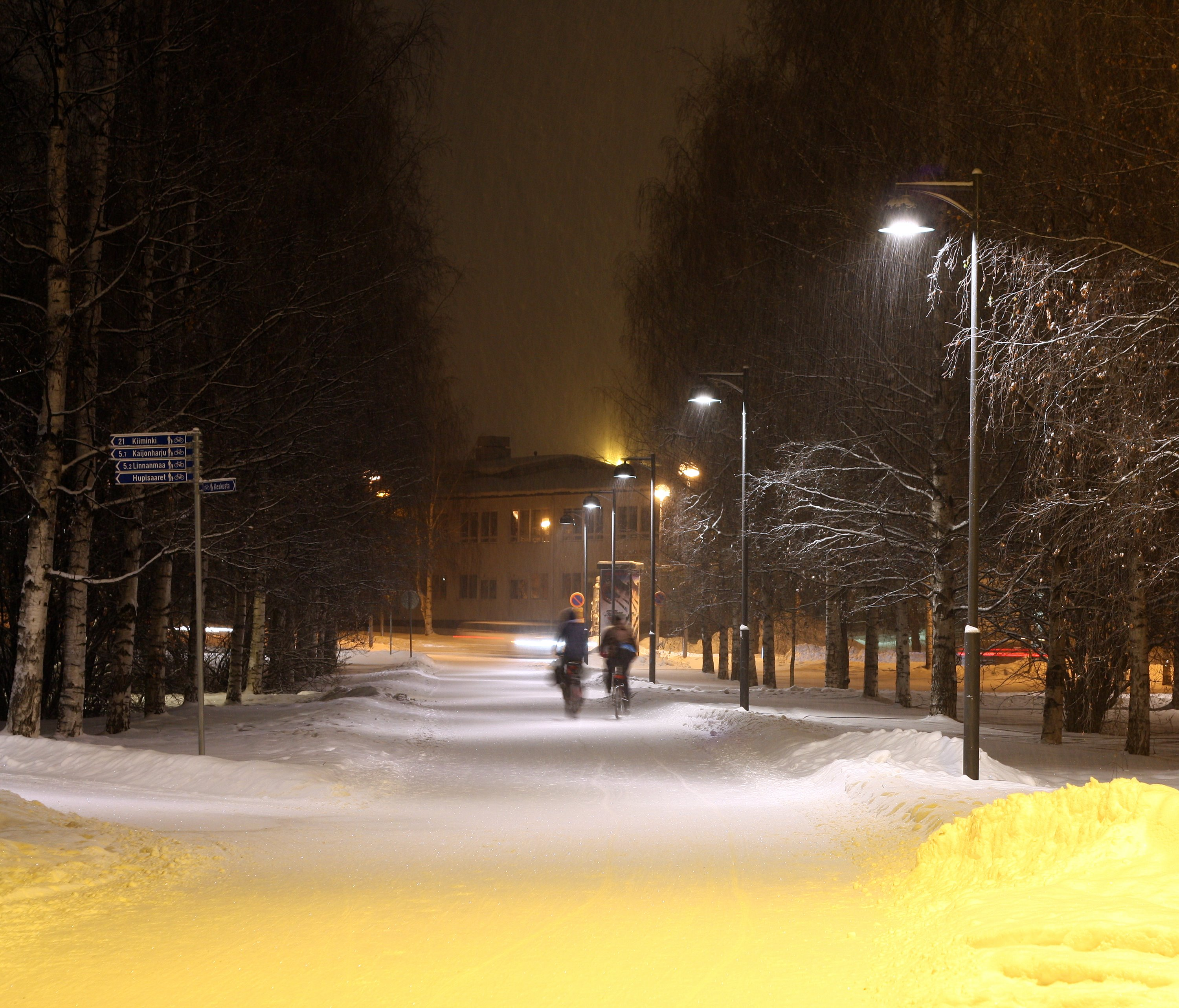
Велосипедная дорожка в парке Åströminpuisto

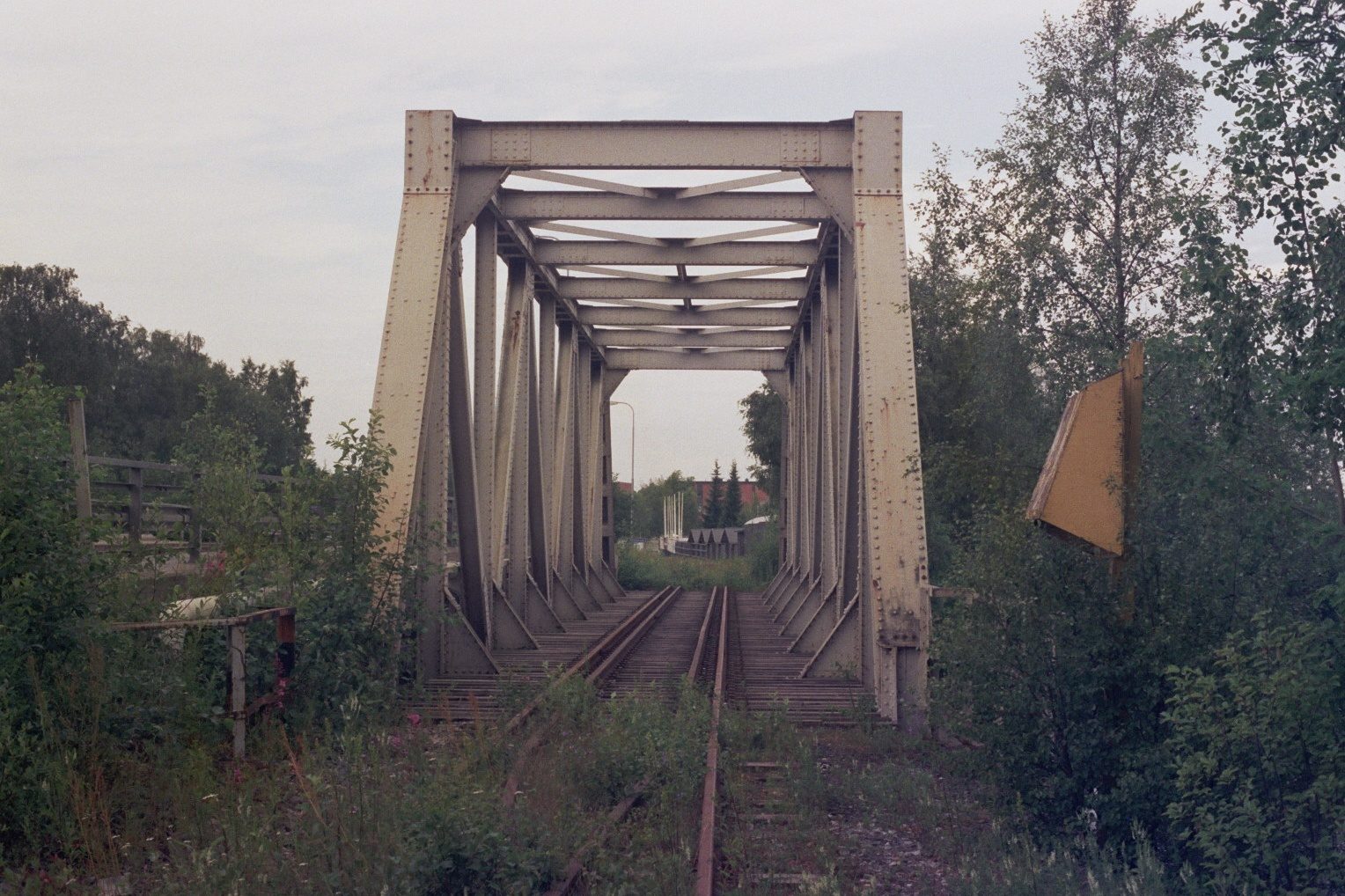
Заброшенный ж/д мост в районе Топпила

Экономика Оулу является одной из наиболее высокой во всей стране Финляндии, находясь на четвёртом месте после городов Хельсинки, Турку и Тампере. Сама экономика выросла с 1940 по 2022 на 81,8 %.

## Образование
В основанном в 1958 году Университете Оулу имеются 6 факультетов со следующими основными направлениями обучения: биотехнологии, информационные технологии, проблемы северных регионов и защита окружающей среды. В 2003 году в нём учились 15829 студентов и работали 3096 преподавателей и научных работников, из них 236 профессоров.
Университет прикладных наук города Оулу, основанный в 1992 году, готовит специалистов по следующим направлениям: культура, естественные ресурсы и окружающая среда, естественные науки, социальные науки, бизнес и администрирование, социальная защита, спорт и здоровье, информационные технологии, телекоммуникации и транспорт. В Университете прикладных наук обучаются около 7700 студентов.
Помимо обычных начальных и средних школ, в Оулу имеется также Международная школа с преподаванием на английском языке.

## Достопримечательности
- Музей Северной Остроботнии Архивная копия от 6 февраля 2005 на Wayback Machine основан в 1896, в нём собраны экспонаты, относящиеся к городу Оулу и региону Северной Остроботнии.
- Городской музей искусств Архивная копия от 7 февраля 2005 на Wayback Machine.
- Tietomaa Архивная копия от 6 марта 2012 на Wayback Machine — научно-познавательный центр.
- Turkansaari Архивная копия от 5 февраля 2005 на Wayback Machine — музей деревянного зодчества под открытым небом. Около 10 км от Оулу.
- Kierikkikeskus Архивная копия от 12 февраля 2005 на Wayback Machine — музей и воссозданная стоянка первобытного человека. Около 35 км от Оулу.
- Escurial Архивная копия от 20 апреля 2013 на Wayback Machine — ботанический и зоосад.
- PotnaPekka Архивная копия от 5 марта 2005 на Wayback Machine — маленький курсирующий по городу экскурсионный паровозик.
- Городской театр Архивная копия от 6 февраля 2005 на Wayback Machine.
- Симфонический оркестр. Архивировано из оригинала 2 октября 2011 года., самый северный в мире.
- Кафедральный собор Архивная копия от 10 февраля 2005 на Wayback Machine, построенный в 1777 году и восстановленный после пожара в 1832—1845 годах
- Holiday Club Oulu Eden. Архивировано из оригинала 15 февраля 2005 года. — аквапарк с гостиницей и рестораном. Рядом расположены пляж, кемпинг Nallikari Архивная копия от 4 февраля 2005 на Wayback Machine, спортивный комплекс Nallisport Архивная копия от 12 февраля 2005 на Wayback Machine и пони-клуб (недоступная ссылка — история)..

## Города-побратимы
- Архангельск
- Астана[12]
- Буден
- Одесса

## Знаменитые жители и уроженцы Оулу
- Борн, Самуэль Фредрик фон (1782—1850) — государственный деятель Великого княжества Финляндского Российской империи.
- Венескоски, Герда (1892—1984) — пианистка.
- Хельга Амели Лундаль (1850—1914) — художница.
- Стольберг, Карло Юхо (1865—1952) — первый президент Финляндии (1919—1925).
- Лийса Невалайнен (1916—1987) — финская актриса.
- Каллио, Кюэсти (1873—1940) — президент Финляндии в 1937—1940 годах.
- Саарела, Юрьё (1884—1951) — Олимпийский чемпион по греко-римской борьбе 1912 года.
- Мартти Ахтисаари (р. 1937) — президент Финляндии в 1994—2000 годах. Переехал в Оулу в 1952 году. Закончил Оульский университет в 1959 году.
- Вилле Лайхиала[англ.] (р. 1973) — вокалист группы Sentenced, ныне вокалист и гитарист группы PoisonBlack, почётный житель города.
- Паасонен, Маркку (род. 1967) – финский поэт и писатель.
- Сусанна Пёукиё (р. 1982) — финская фигуристка, серебряный призёр чемпионата Европы 2005 года по фигурному катанию.
- Сийри Ангеркоски (1902—1971) — киноактриса.
- Лассе Кукконен — игрок команды «Кярпят», чемпион мира по хоккею с шайбой.
- Сакари Юркка (1923—2012) — финский актёр театра и кино, режиссёр, театральный деятель.
- Янне Яласваара — игрок команды «Динамо» (Москва), хоккеист, защитник.
- Йоэль Хокка — вокалист группы Blind Channel
- Олли Матела — бас-гитарист группы Blind Channel

### Карты
- Карта города Архивная копия от 5 февраля 2005 на Wayback Machine Кроме туристической карты города, здесь имеются карта автобусных маршрутов, карта застройки и аэрофотосъёмка 1947, 1965 и 1977 годов. Поиск по адресу и по объектам.
- Автодорожная карта региона. Архивировано из оригинала 10 февраля 2005 года.

### История
- Архитектурная история города Архивная копия от 25 января 2012 на Wayback Machine
- Оулу 1960-х в рисунках Eeli Aalto Архивная копия от 5 февраля 2005 на Wayback Machine
- История Airi Aalto Архивная копия от 7 февраля 2005 на Wayback Machine
- Фотографии 1930—1950 годов, сделанные Uuno Laukka (1914—78) Архивная копия от 1 марта 2005 на Wayback Machine
- Архив фотографий Uuno Laukka 1930—1970 годов (более 8000) Архивная копия от 4 февраля 2005 на Wayback Machine

### Фотографии
- Фотоистории Juha Lehtomäki. Архивировано из оригинала 5 февраля 2005 года.
- Фотографии Оулу 2000—2001 годов от Juha Hintsala Архивная копия от 12 марта 2016 на Wayback Machine
- Ouluphotos.com — Juha Kalaoja. Архивировано из оригинала 25 октября 2009 года.
- Фотоархив газеты Kaleva Архивная копия от 2 июля 2019 на Wayback Machine

### Web-камеры
- Web-камера на официальном сайте города Архивная копия от 29 июля 2005 на Wayback Machine
- Web-камера на Rotuaari (пешеходной улице) Архивная копия от 4 февраля 2005 на Wayback Machine
- Web-камеры на дорогах региона Архивная копия от 25 сентября 2008 на Wayback Machine

### Разное
- Окрестности Оулу на geocaching.com Архивная копия от 7 июля 2007 на Wayback Machine